# Atelier Bettenfeld-Rosenblum
Pour les articles homonymes, voir Bettenfeld et Rosenblum.

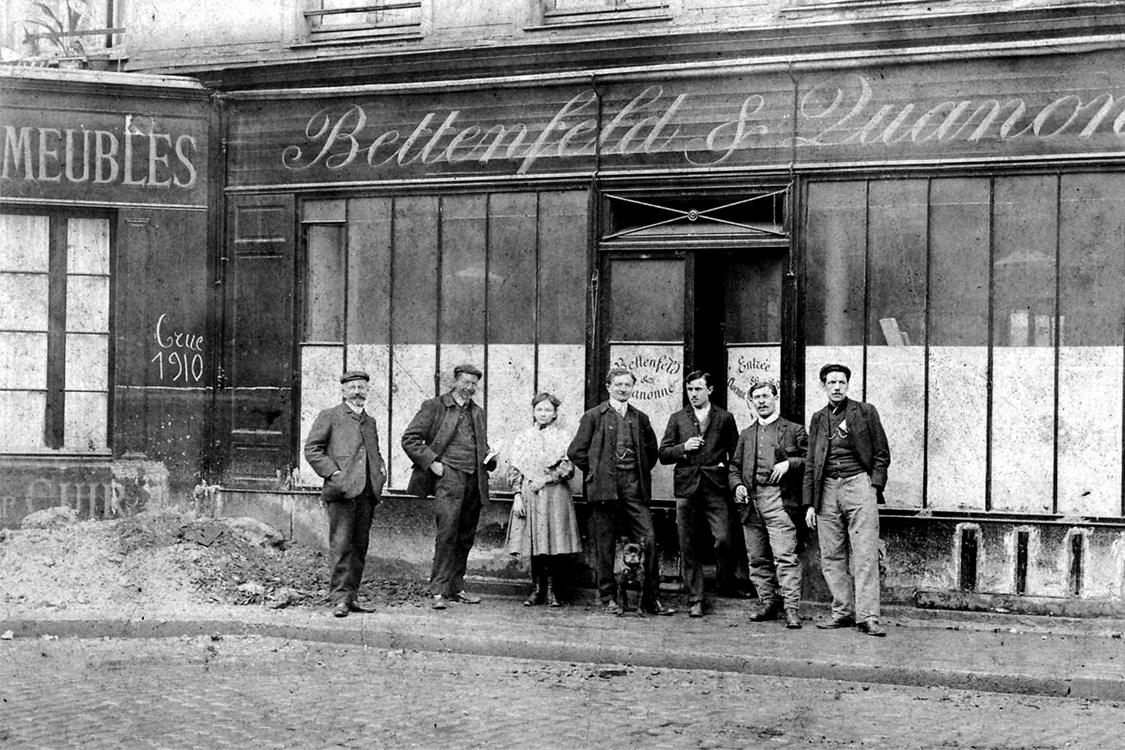
L'Atelier Bettenfeld en 1910.

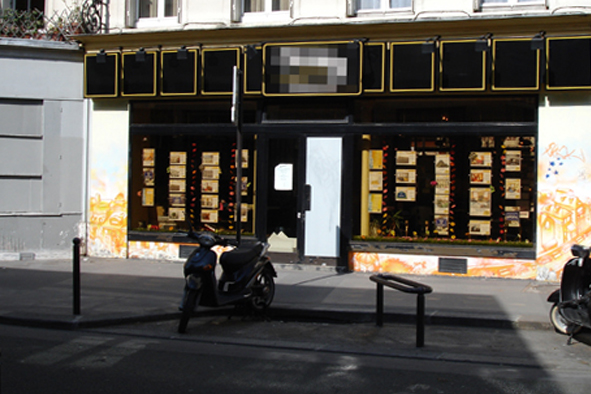
Ancien emplacement de l'atelier Bettenfeld-Rosenblum, en 2006.

L’Atelier Bettenfeld-Rosenblum est un atelier de gainerie d'art fondé en 1895 par Jean Bettenfeld au 86 de l'Avenue Ledru-Rollin à Paris, dans le Quartier de la rue du Faubourg Saint-Antoine et toujours en activité. Cet atelier a reçu le Prix d’Excellence de l’Artisanat d’Art en 2018 et obtenu le label Entreprise du patrimoine vivant en 2019.
À l’origine l’atelier se nommait Bettenfeld-Quanonne, mais Monsieur Quanone disparut mystérieusement en 1914.
L’Atelier travailla pour la France, l’Amérique du Sud, Les États-Unis d’Amérique, le Royaume-Uni, La Russie… Ce fut l’un des plus importants ateliers de gainerie d’art de cette période. Il participa à Exposition Universelle de Paris en 1900, de Saint-Louis (États-Unis) en 1904 et à celle de Gand (Belgique) en 1913 où l'atelier reçut la médaille d'argent.
Suzanne Bettenfeld, sœur de Jean Bettenfeld, a repris l’atelier au décès de son frère en 1942. Puis, elle a proposé à Bernard Rosenblum de lui succéder en 1965. Il reprit l’atelier en 1965 et continua de faire le prestige de cet atelier, jusqu'à son décès en 2007. 
En 2010, David Rosenblum a réussi à faire renaître l’atelier familial.. L’Atelier Bettenfeld-Rosenblum revit aujourd’hui au 2 rue Titon à Paris, retournant ainsi à ses origines dans le Quartier de la Rue du Faubourg Saint-Antoine et depuis 2017 au 15 Bis rue Sainte Marguerite à Pantin.
Cet atelier est le plus ancien atelier français de Gainerie-Dorure d'Art toujours en activité.